# Juan Bernardino
Juan Bernardino (ca. 1460 – 15 de mayo de 1544) fue uno de los dos campesinos aztecas, junto con San Juan Diego Cuauhtlatoatzin, a los que, de acuerdo a la tradición mexicana, se les apareció en 1531 la Virgen María, Nuestra Señora de Guadalupe.

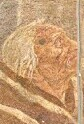
Juan Bernardino

## Vida

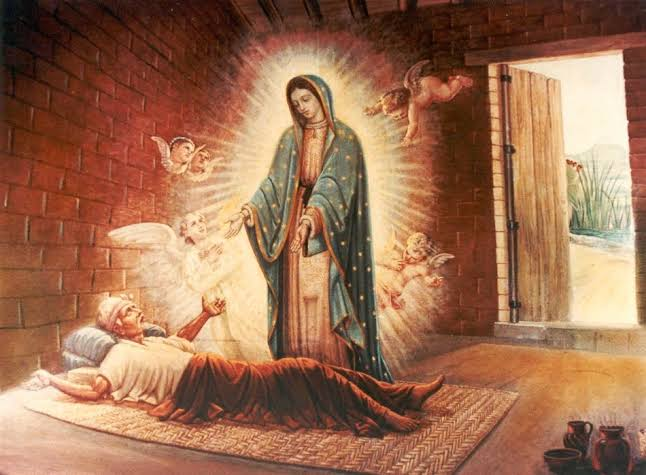
Santa María de Guadalupe se le aparece a Juan Bernardino

Juan Bernardino vivía en Tulpetlac, unos 14 km al norte de Tenochtitlán. Había criado a su sobrino, Juan Diego Cuauhtlatoatzin, al haber muerto los padres de éste. Tras la muerte en 1529 de la esposa de Juan Diego, María Lucía, Juan Diego se mudó para vivir cerca de su tío en Tulpetlac.

## Visión de Nuestra Señora
En diciembre de 1531, Juan Bernardino había caído enfermo. Era la época de las apariciones marianas de la Santísima Virgen. De acuerdo con la mayoría de las fuentes, Juan Bernardino había contraído la enfermedad denominada Cocoliztli, una temida enfermedad que afectaba a los nativos de la Nueva España y que llevaba a menudo a la muerte. El 10 de diciembre de 1531, tras las primeras apariciones, Juan Diego encontró a su tío muy enfermo. Toda esa noche y el día siguiente Juan Diego estuvo cuidando a su tío. Al anochecer, parecía evidente que Juan Bernardino iba a morir. Juan Diego partió a las 4 de la mañana del 12 de diciembre de 1531 para buscar a un sacerdote para que administrara a su tío la confesión y la extremaunción.
Mientras Juan Diego estaba ausente, su tío se sentía demasiado débil para tomarse la medicina que tenía en la mesilla y sintió que iba a morir. De repente, la habitación se llenó de luz y se le apareció una mujer hermosa y radiante, Nuestra Señora, ante la que cayó arrodillado, quedando curado. Ella le dijo que se le había aparecido a Juan Diego en el cerro del tepeyac y le había enviado a que se encontrara con el obispo (el primer obispo de México, Juan de Zumárraga) con su sagrada imagen grabada en su tilmatli. En esta aparición la mujer se identificó como La Siempre Virgen Santa María de Guadalupe. 
Hay analistas que consideran que él no dijo Guadalupe sino coatlaxopeuh, que podría significar "la que nace de los farallones", "la que aplasta la serpiente de piedra", "la que domina sobre la serpiente" u otros. Una traducción seríaː «Coa» significa «serpiente», «tla» equivale al artículo «la», mientras que «xopeuh» significa «aplastar», con lo que quedaría constituida la expresión «la que aplasta la (cabeza de la) serpiente».
Aunque este argumento viene desde 1675, año en el que Luis Becerra Tanco lo menciona por primera vez (nombre nahuatl de Guadalupe), no existe ningún escrito en nahuatl que lo confirme, todos los documentos antiguos que mencionan el nombre de Guadalupe está escrito tal cual "Guadalupe".[cita requerida]